# Beilschmiedia argentata
Beilschmiedia argentata är en lagerväxtart som beskrevs av André Joseph Guillaume Henri Kostermans. Beilschmiedia argentata ingår i släktet Beilschmiedia och familjen lagerväxter. Inga underarter finns listade i Catalogue of Life.